# Jan Lella
Jan Lella (6 november 1989) is een Belgisch voetballer die uitkomt voor Sporting Charleroi. Lella is een middenvelder.

## Carrière
Lella sloot zich in 1999 aan bij de jeugdwerking van Olympic Charleroi. In 2000, stapte hij over naar Sporting Charleroi. Daar werd hij in 2008 in de A-kern opgenomen.
Lella is international bij de Belgische nationale ploeg U21.

## Profcarrière
| seizoen | club                              | land   | competitie         | wed. | goals |
| ------- | --------------------------------- | ------ | ------------------ | ---- | ----- |
| 2008/09 | Sporting Charleroi                | België | Jupiler Pro League | 5    | 0     |
| 2009/10 | Sporting Charleroi                | België | Jupiler League     | 10   | 0     |
| 2009/10 | Sporting Charleroi                | België | Play-Off II B      | 5    | 0     |
| 2010/11 | Boussu Dour Borinage (uitgeleend) | België | Exqi League        | 3    | 0     |
|         |                                   |        | Totaal             | 23   | 0     |

Bijgewerkt: 30/10/2010